# Fife Lake
Fife Lake est un village du comté de Grand Traverse, dans l'État du Michigan, aux États-Unis. En 2020, il comptait une population de 456 habitants.